# Microplitis maturus
Microplitis maturus är en stekelart som beskrevs av Weed 1888. Microplitis maturus ingår i släktet Microplitis och familjen bracksteklar. Inga underarter finns listade i Catalogue of Life.